# Dan Kuenster
Dan Kuenster (Chicago, 29 de diciembre de 1955) es un animador y director de personajes estadounidense, que trabajó para Walt Disney Animation Studios, BrainPower Studio y Sullivan Bluth Studios, antes de dedicarse a proyectos multimedia educativos. También fue Vicepresidente Ejecutivo de Diseño y Animación en Istation, en Dallas (Texas).

## Carrera
Mientras trabajaba en El zorro y el sabueso, conoció al animador Don Bluth, y más tarde dejó Disney por el recién formado estudio independiente de Bluth. Siguió trabajando durante el crecimiento de los estudios Sullivan Bluth, y cuando las instalaciones de producción se trasladaron a Dublín (Irlanda), se trasladó para codirigir dos de sus películas más ambiciosas, All Dogs Go to Heaven y Rock-a-Doodle. Regresó a Los Ángeles a mediados de la década de 1990, para centrarse en la incipiente industria interactiva y multimedia, donde diseñó juegos y animó para el desarrollador de software 7th Level. También ha trabajado en muchos proyectos de acción real como director, guionista y dibujante de storyboards, y ha actuado como actor de voz en muchas de sus películas.
En 2004 recibió el premio Emmy a la mejor labor individual en el campo de la animación por el guion gráfico del programa de la PBS Jakers! Las aventuras de Piggley Winks.
Recientemente se ha retirado de su cargo de Vicepresidente Ejecutivo de Diseño y Animación en Istation (Imagination Station), un desarrollador de software aclamado por la crítica y editor de programas integrados de intervención en lectura y matemáticas.
En 2017, gana para ser un animador 2D y un artista de storyboard para el programa de HBO, Un poco curioso para "El Mambo de la fregona", "Terrible Terrible", "Dulce Soda" y "Caliente o frío".

## Filmografía seleccionada
- El Pequeño (ayudante de animación: El Burro, Padre del Niño, Subastador) (sin acreditar)
- Banjo the Woodpile Cat (agradecimiento especial)
- Xanadú (ayudante de animación: secuencia animada)
- El zorro y el sabueso (ayudante de animación: Big Mama, Vixey, Widow Tweed) (sin acreditar)
- El secreto de NIMH (animador)
- La guarida del dragón (animador)
- An American Tail (director de animación, voz no acreditada de Jake)
- The Land Before Time (animador director: la madre de Pie Pequeño)
- Todos los perros van al cielo (codirector, voz del doberman Bookie)
- Dragon's Lair II: Time Warp (personal de animación)
- Rock-A-Doodle (codirector, voz no acreditada de Rhino Waiter)
- FernGully: The Last Rainforest (personaje principal de animación: Batty Koda)
- Tom y Jerry: La película (animador: Creative Capers Cartoons)
- Once Upon A Forest (animador: The Hollywood Cartoon Company) (sin acreditar)
- A Troll in Central Park (artista de storyboard)
- Felidae (director y productor: Kuenster Bros. Animation) (sin acreditar)
- The Pagemaster (animador adicional) (sin acreditar)
- Timon & Pumba's Jungle Games (diseñador de juegos, director de animación: 7th Level)
- The Pebble and the Penguin (animador adicional de personajes)
- El secreto de NIMH 2: Timmy al rescate (artista de storyboard)
- ¡Jakers! Las aventuras de Piggley Winks (artista de storyboard)